# Adrien Ange de Walckiers de Tronchiennes
Pour les autres membres de la famille, voir Famille de Walckiers.
Le vicomte Adrien Ange de Walckiers de Tronchiennes (Grammont, 1721 - Bruxelles, 17 mai 1799) fut conseiller d’État et Grand bailli du Pays de Termonde. Il était l'époux de Dieudonnée de Nettine.